# Lươn Cuchia
Lươn Cuchia (tên khoa học Monopterus cuchia) là một loài lươn trong họ Synbranchidae. Chúng sống ở Nam Á từ Pakistan, Ấn Độ, Nepal đến Bangladesh và Đông Nam Á ở Myanmar. Chúng ăn chủ yếu là cá nhỏ, nòng nọc và côn trùng thủy sinh. Chúng phát triển tối đa đến 70 cm.